# Uppland
|  | No s'ha de confondre amb Upland. |

Uppland és una província històrica de Suècia o landskap que es troba a l'est del país, just al nord d'Estocolm, la capital. Té límits amb Södermanland, Västmanland i Gästrikland. També limita amb el llac Mälaren i la mar Bàltica. Té una estreta frontera amb Åland, la província insular autònoma de Finlàndia. La seva superfície és de 12.813 km². El nom significa literalment «Terra d'amunt», en la seva forma llatinitzada apareix com Uplandia. L'escut data del 1560. Històricament Uppland tenia la categoria de ducat i en l'escut apareix la corona ducal.

## Geografia
- La muntanya més alta és Upplandsberget a Siggeforasjön, 117 metres
- El llac més extens: Mälaren
- Arxipèlag: Roslagen
- Parcs nacionals: Ängsö, Färnebofjärden
- El jaciment arqueològic de Birka i el castell de Drottningholm són Patrimoni de la Humanitat segons la UNESCO.

### Ciutats
- Djursholm (1913)
- Enköping (aproximadament el 1300)
- Lidingö (1926)
- Norrtälje (1622)
- Sigtuna (aproximadament el 990)
- Solna (1943)
- Estocolm (1252)
- Sundbyberg (1927)
- Uppsala (1286)
- Vaxholm (1652)
- Öregrund (1491)
- Östhammar (aproximadament el 1300)

### Districtes
| - Bro Hundred - Bälinge Hundred - Frösåker Hundred - Färentuna Hundred - Hagunda Hundred - Håbo Hundred - Lagunda Hundred - Ly Hundred - Lång Hundred - Norunda Hundred - Närding Hundred - Oland Hundred - Rasbo Hundred | - Seming Hundred - Simtuna Hundred - Sju Hundred - Sollentuna Hundred - Torstuna Hundred - Trögd Hundred - Ulleråker Hundred - Vaksala Hundred - Vallentuna Hundred - Våla Hundred - Åsunda Hundred - Ärling Hundred - Örbyhus Hundred |
| - Bro i Vätö - Danderyd - Frötuna i Länna | - Väddö i Häverö - Värmdö - Åker |

### Població
Uppland tenia 1.433.020 habitants el 31 de desembre de 2009.
| Comtat                             | Població  |
| ---------------------------------- | --------- |
| Comtat d'Estocolm, parcialment     | 1.101.238 |
| Comtat d'Uppsala, parcialment      | 330.683   |
| Comtat de Västmanland, parcialment | 1.099     |